# ドラキュラ (パチスロ5号機)
『ドラキュラ』は、2009年2月にネットから発売されたパチスロ5号機。保安通信協会（保通協）における型式名は「ドラキュラZ1」。
同社では「業界初のネオストック機」を売り文句としている。ただし「ボーナスフラグを複数個ストックする」という意味でのストック機能は5号機では禁止されているため、正確には「4号機のストック機のようなボーナスの連荘を5号機で再現しようと試みた初めての機種」といえる。

## 概要
元々同社では1997年に4号機（純Aタイプ）の機種として同名のパチスロ機を発売しており、本機種はそのリメイク版に当たる。2008年3月に行われたパチスロ機開発に関する規制緩和（詳細は5号機 (パチスロ)#規制緩和を参照）により、従来の5号機では不可能だった「リプレイ＞小役＞ボーナス」というリールの優先制御が可能になったことを最大限利用している。
本機種のボーナス確率そのものは、設定を問わず約1/14.9という非常に高い確率となっている。しかし通常のパチスロ機と異なり、いわゆる通常時の状態ではほぼ常時リプレイもしくは1枚役が成立しているため、前記のリールの優先制御の関係でボーナスよりもリプレイ・小役が優先され、ボーナスフラグが成立している状態でもボーナスは揃わない。逆にボーナスフラグが成立した状態で純ハズレが成立すると、優先すべき小役が存在しないためボーナス絵柄が揃えられる状態となる。ボーナス絵柄は順押しであれば目押し不要で揃うため、実質的には「純ハズレ確率＝通常時の初当たり確率」となっている。なお純ハズレ成立時でも、逆押し等の変則押しを行うとボーナス絵柄が揃わない（取りこぼす）場合があり、その場合は通常時に戻ってしまう。
ボーナスは29枚を超える払い出しで終了するため、ボーナス中は1ゲーム目もしくは2ゲーム目に逆押しで14枚役を一度獲得することで、最大純増枚数である41枚を獲得できる。ボーナスには通常時の初当たりである「ドラキュラゾーン」と、高確率状態（詳細は後述）の時のみ当選する「ドラキュララッシュ」の2種類が存在するが、どちらも内容は一緒である。
ボーナス終了後は必ず「高確率状態」に突入。高確率状態中は前述の通りボーナスが約1/14.9の確率で成立する状態となっており、「ドラキュララッシュ」が立て続けに発生することで4号機のストック機のような連荘を実現する。なお高確率状態は「ドラキュラゾーン」成立で終了するが、演出等からこれを察知することは厳密には不可能となっている。「ドラキュラゾーン」は必ずリプレイとの同時成立となるため、前述の優先制御が働き、高確率状態中にいきなり「ドラキュラゾーン」絵柄が揃うことはない。

## 演出
本機種は液晶画面を持たないため、演出はランプと音によるものがメインとなる。
リール右側にはステンドグラスを模したランプがあり、ボーナス後30ゲームは必ず点滅する。通常は30ゲームを超えるとランプは消えるが、30ゲームを超えてもランプが点滅し続けたり、一度消灯した後再び点滅を開始したりする場合があり、その場合は高確率状態が継続していることが確定する。
リール左側には押し順ナビランプがあり、通常時にこのランプが点灯した際はナビに従うことで小役（ベル）の払い出し枚数が4枚となる（押し順不正解の場合は2枚）。なお押し順ナビはボーナス後100ゲーム間はベル成立時に100%発生するが、その後の発生率は約18%となる。
通常時の純ハズレ成立時（「ドラキュラゾーン」が揃う状態）や、高確率状態中の「ドラキュララッシュ」成立時には、多くの場合リール上部の十字架ランプが点灯し、同時に音による告知が行われる。ただし告知なしでボーナス絵柄が揃う場合もあるため、完全告知機というわけではない。